# Cyptonychia flaviceps
Cyptonychia flaviceps là một loài bướm đêm trong họ Noctuidae.